# Noche Sin Día
«Noche Sin Día» es una canción interpretada por el trío italiano Il Volo con el dúo cubano Gente de Zona. Fue lanzada digitalmente el 25 de mayo de 2018 bajo el sello discográfico Sony Music Latin como primer sencillo del próximo álbum de estudio de Il Volo.

## Antecedentes
En mayo de 2017, durante una conferencia de prensa en Milán, Il Volo desveló que había comenzado a trabajar con el productor Emilio Estefan en un álbum de música contemporánea en español, un homenaje a Latinoamérica y a su gran diversidad de géneros musicales.
En mayo de 2018 a través de sus redes sociales el grupo anunció el lanziamento del primer sencillo del disco, "Noche Sin Día", grabado con el dúo cubano Gente de Zona, que mezcla ritmos urbanos y sonidos pop. Hablando del tema Il Volo dijo: "Junto a Gente De Zona, con Noche Sin Día pretendemos transmitir nuestra idea de frescura y de celebración que caracteriza la música Latina.  Hemos puesto mucha ilusión en este proyecto especial para el mercado latinoamericano; una propuesta completamente diferente a lo que habíamos realizado anteriormente".

## Formatos
Descarga digital
| "Noche Sin Día" |                         |          |  |
| N.º             | Título                  | Duración |  |
| 1.              | «Noche Sin Día»         | 2:49     |  |
| 2.              | «Noche Sin Día - Remix» | 3:14     |  |

## Recepción
Comentarios de la crítica:
La escritora de Billboard Suzette Fernández escribió: "la canción se ocupa de los estándares musicales de ambos grupos, haciendo que el ritmo de la canción se ajuste de una manera orgánica".

## Vídeo musical
El vídeo musical oficial de la canción fue filmado en el Design District de Miami y dirigido por Emilio Estefan y David Rousseau.
Se estrenó en el programa Primer Impacto por Univision el 24 de mayo de 2018 y fue lanzado el día siguiente en el canal oficial de Vevo de Il Volo.

## Posicionamiento en listas
| Chart (2018)                                            | Peak position |
| ------------------------------------------------------- | ------------- |
| Estados Unidos (Billboard Tropical Songs)               | 4             |
| Estados Unidos (Billboard Tropical Digital Song Sales)  | 3             |
| Estados Unidos (Billboard Latin Digital Song Sales)     | 20            |
| Estados Unidos (Billboard Latin Airplay)                | 46            |
| Estados Unidos (Billboard Latin Pop Digital Song Sales) | 6             |
| Estados Unidos (Billboard Latin Pop Songs)              | 32            |